# Orysastrobin
Orysastrobin ist eine chemische Verbindung aus der Gruppe der Amide und Methoxyiminoacetamid-Strobilurine.

## Eigenschaften
Orysastrobin ist ein weißer bis gelblicher Feststoff mit leicht aromatischem Geruch, der praktisch unlöslich in Wasser ist.

## Verwendung
Orysastrobin wird als Fungizid verwendet. Es ist ein systemisches Fungizid mit kurativen und protektiven Eigenschaften und breitem Wirkungsspektrum. Es stört die Atmungsprozesse der Pilze (QoI-Fungizid – Quinone outside inhibitors). Es wurde 2004 von BASF vorgestellt, 2007 auf den Markt gebracht und gegen Pilzerkrankungen von Reis vermarktet.
Weder in einem Land der EU noch in der Schweiz sind Pflanzenschutzmittel mit diesem Wirkstoff zugelassen.